# Belgische Garnison Düren
Düren war nach dem Zweiten Weltkrieg die größte belgische Garnison im Ausland. Sie umfasste zeitweise bis zu 6.000 Personen, davon 3.000 Soldaten.
Hier waren folgende Einheiten stationiert:
- zwei Panzer-Regimenter, ausgerüstet mit Leopard-Panzern, nämlich das 1. Lanciers-Regiment (seit 1952 in Düren) und das 3. Lanciers-Regiment
- das 13. Raketengeschwader, Raketenstation Thum
- 1. Guides 1955–1972
- 4. Cyclistes 1952–1970
- 19. Artillerie 1951–1973

Die Streitkräfte in Deutschland wurden am 28. Oktober 1953 und am 28. Oktober 1959 vom belgischen König Baudouin und im April 1961 von Königin Fabiola besucht. Sie eröffnete bei ihrem Besuch den Autobahnzubringer zwischen Schoellerstraße und der Autobahn 4.
Jedes Jahr fand in der Sporthalle der damaligen kaufmännischen Schulen in der Euskirchener Straße ein Fechtturnier statt. 1974 nahmen 350 Fechter aus Deutschland, Belgien, Dänemark, Frankreich, Luxemburg, Italien und der Schweiz teil.
Die Infrastruktur für die Angehörigen des belgischen Heerse war hervorragend. Sie hatten eigene Kindergärten, Schulen, ein königliches Gymnasium (Athenee Royal), Supermärkte, Kirche, Hallen- und Freibad mit Sprungturm, Sportanlagen, Pfadfinderschaft, Motorclub, Tennis- und Fechtclub, Fußball-, Schwimm- und Reitgruppen usw. An der Stockheimer Landstraße standen eine Kirche und ein Kino mit 1000 Plätzen.
Im November 1970 wurde am Markt 16 das „Centre Culturel de Düren“ eröffnet (heute Extrablatt). Das Offizierskasino hatte den Eingang in der Friedrichstraße und reichte bis zur Oberstraße.
Die belgischen Streitkräfte hatten ihre Kaserne, die nach Edith Cavell benannt war, entlang der Stockheimer Landstraße ab dort, wo heute die Einfahrt für den riesigen Gebrauchtwagenplatz ist bis Gut Stepprath (heute Gewerbegebiet). Zwischen dem Burgauer Wald und dem Gelände der ehemaligen Panzer-Kaserne liegt die Panzerstraße, die bis zum Standortübungsplatz Drover Heide bei Stockheim führte.

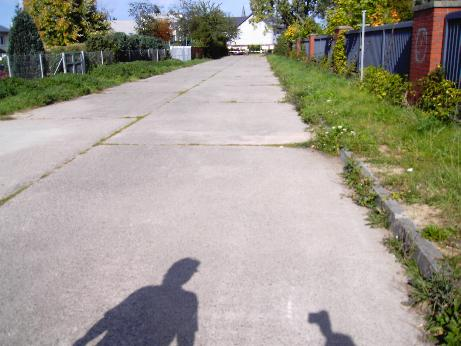
Die Panzerstraße, rechts das Kasernengelände

Die Armeeangehörigen wohnten in über 1000 Wohnungen in Düren in 
- den Hochhäusern am Miesheimer Weg
- den Häusern in der Bücklersstr.
- der Euskirchener Str.
- der Eberhard-Hoesch-Str.
- der Sedanstr., heute August-Bebel-Str.
- dem Provinzialhochhaus in der Hans-Brückmann-Str.
- der Oberstraße
- An der Gerstenmühle
- der Römerstr.
- der Oststr.
- der Saarstr.
- der Schoellerstr.
- der Kreuzstr.
- der Bismarckstr. (am Berg)
- der Binsfelder Str.
- der Dechant-Vaaßen-Str.
- Am Adenauerpark, früher Friedhofstr.
- der Nideggener Str.
- der Piusstr.

sowie in
- der Eintrachtstr. in Huchem-Stammeln

Die Panzer fuhren oft mit lautem Kettenrasseln über die heutige Euskirchener Straße, durch den Kreisverkehr Friedrich-Ebert-Platz, die Schoellerstraße und die damalige Schulstraße (heute Eisenbahnstraße) zur dortigen Verladerampe, die übrigens immer noch besteht. Der damals zwar geringere Straßenverkehr kam auf der Route völlig zum Erliegen. Später fuhren die Panzer über Stockheim und Jakobwüllesheim nach Bubenheim, wo sie über transportable Rampen auf Eisenbahnwaggons verladen wurden.  
Der größte Teil der Belgier verließ Düren zwischen 1978 und 1979, die letzten belgischen Soldaten zogen im Jahre 1992 ab.